# 粗毛海南远志
粗毛海南远志（学名：Polygala hainanensis var. strigosa）为远志科远志属下的一个变种。